# Mercedes-Benz R172
La Mercedes-Benz R172 è la terza e ultima generazione della Mercedes-Benz Classe SLK, un'autovettura di tipo roadster di fascia medio-alta prodotta dalla casa automobilistica tedesca Mercedes-Benz dal 2011 al 2019. Dal gennaio del 2016, la denominazione commerciale di questo modello cambia da SLK a SLC, seguendo così la fine della sua appartenenza alla famiglia delle SLK.

## Storia e profilo

### Debutto
I primi prototipi camuffati della terza generazione della roaster SLK vennero avvistati e fotografati in svariate località europee (dalla Scandinavia all'Italia meridionale) a partire dall'inizio dell'anno 2009. Dopo diverse congetture e ricostruzioni computerizzate, Mercedes-Benz ha presentato alla stampa la nuova versione nella prima settimana di gennaio del 2011. La commercializzazione è stata avviata il 17 gennaio dello stesso anno, pochi giorni dopo la presentazione. La presentazione ufficiale si è avuta al Salone dell'automobile di Ginevra, nel marzo successivo.

#### Linea e interni
Per la nuova roadster di Stoccarda, sono state mantenute alcune linee che hanno caratterizzato la precedente SLK, specie per quanto riguarda il profilo e la forma esterna dell'abitacolo (montanti e tetto). Ritroviamo quindi il classico cofano motore relativamente allungato, l'abitacolo arretrato, quasi a ridosso del retrotreno e naturalmente il tetto retrattile, che sarà disponibile nella versione classica in metallo, oltre che in cristallo che si opacizza elettronicamente regolando la luminosità e il colore della luce filtrata nell'abitacolo. Quest'ultima è una delle più rilevanti soluzioni introdotte con la nuova generazione della roadster tedesca, e viene chiamata Magic Sky Control.
Notevole cambiamento invece per quanto concerne la maschera anteriore: lo stile riprende in modo evidente quello della Mercedes-Benz SLS AMG, con la grande stella a tre punte che campeggia al centro di una presa d'aria essenziale, inframezzata da una sottile barra cromata, un motivo stilistico che a partire dal 2010 è stato via via introdotto su molti altri modelli Mercedes-Benz, tra cui appunto la nuova SLK R172. Rispetto all'estremità anteriore del muso, i gruppi ottici sono leggermente incassati in dentro. Il paraurti anteriore è a tre prese d'aria, una centrale più ampia e due laterali che integrano le luci diurne a led.
L'impostazione della fiancata riprende in chiave più moderna quanto già visto nella precedente SLK, ma con nuove nervature laterali nei sottoporta e altre che partono dalle branchie laterali sui parafanghi anteriori.
La coda è contraddistinta da nuovi gruppi ottici dal profilo differente rispetto alla versione precedente: dal profilo a goccia si passa a una coda più squadrata, che termina in un piccolo spoiler. I gruppi fari e gli scarichi richiamano molto quelli utilizzati sulle ultime generazioni degli altri modelli Mercedes-Benz a partire dal 2009.
Più in generale, i designer Mercedes-Benz sono riusciti a ottenere un corpo vettura caratterizzato da un valido coefficiente di penetrazione aerodinamica, pari a 0.30, un valore di rilievo.
L'abitacolo della SLK R172 è il secondo aspetto che richiama molto da vicino la SLS AMG, le bocchette per la climatizzazione sono identiche, così come i colori utilizzati e lo stile dei comandi. I sedili sono avvolgenti e dal disegno sportivo grazie anche ai poggiatesta integrati. Spiccano ancora il volante multifunzione a tre razze, il cruscotto con tachimetro e contagiri ognuno racchiuso da un cilindro in alluminio e la console centrale in alluminio dal disegno moderno e tecnologico, dominata dal display da 6"5 facente parte del sistema multifunzione che integra il navigatore e la gestione del sistema audio e di telefonia mobile. Sopra la consolle è integrato un orologio analogico. Il raffinato impianto di climatizzazione è integrato dalla funzione Airscarf (dall'inglese: "sciarpa d'aria") già presente sulla R171 e che consiste in un getto d'aria calda erogato da apposite bocchette installate sulla parte superiore dello schienale dei sedili. Tale getto d'aria riscalda il collo e la testa dei due occupanti, abbinato al riscaldamento dei sedili consente poter viaggiare a cielo aperto anche nelle stagioni fredde.

#### Meccanica e motorizzazioni

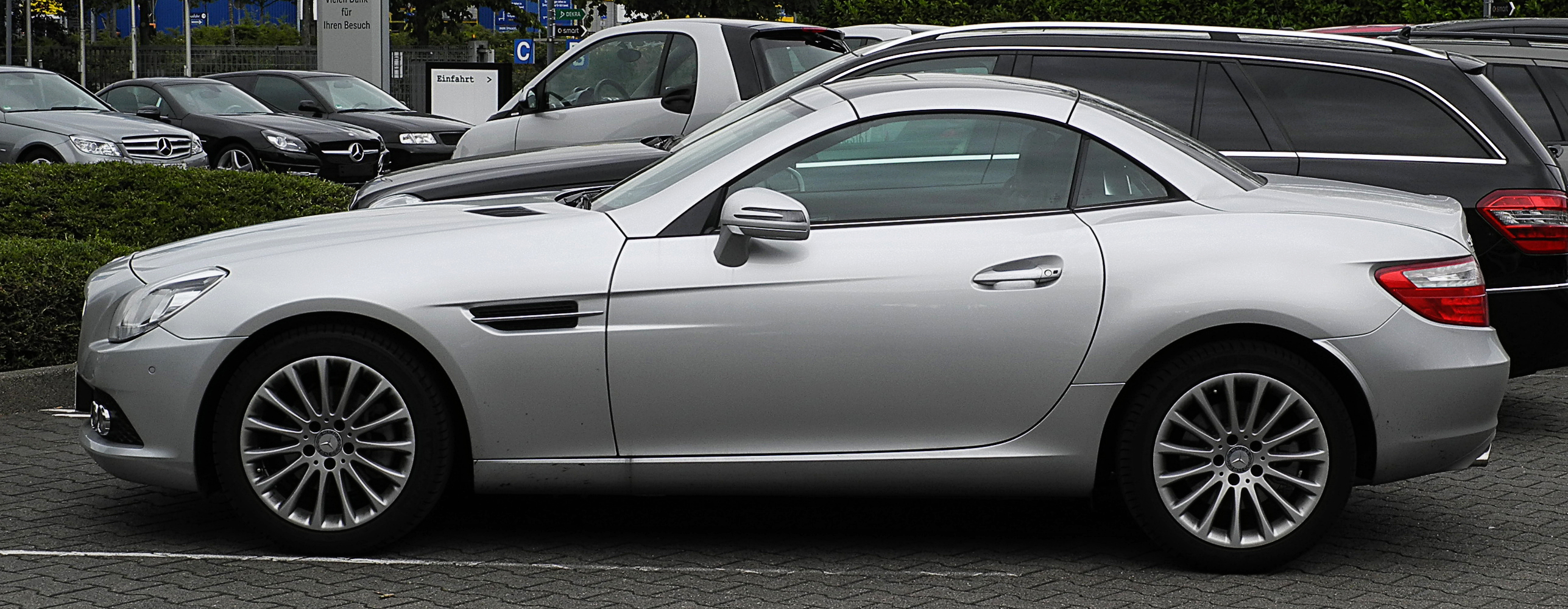
Vista laterale di una SLK 200

Il pianale utilizzato dalla SLK R172 deriva da quello della contemporanea Classe C, ossia la W204. Lo schema generale delle sospensioni prevede la soluzione multilink su entrambi gli assi, con molle elicoidali e ammortizzatori monotubo all'avantreno e doppio tubo al retrotreno. Il cliente al momento dell'acquisto, però, può scegliere fra tre differenti impostazioni del telaio: standard, sport e Dynamic Handling, quest'ultimo dotato di ammortizzatori a controllo elettronico e differenziale anch'esso a controllo elettronico.
L'impianto frenante è caratterizzato da freni a disco sulle quattro ruote, di cui quelli anteriori autoventilanti.
Al lancio, la R172 viene resa disponibile nelle seguenti versioni:
- SLK 200 CGI: versione di base equipaggiata da un 1,8 litri di cilindrata sovralimentato con turbocompressore e in grado di erogare 184 CV di potenza massima;
- SLK 250 CGI: versione intermedia equipaggiata dallo stesso 1,8 litri di cilindrata sovralimentato con turbocompressore ma in grado di erogare 204 CV di potenza massima;
- SLK 350: mossa da un V6 da 3,5 litri, questa versione è in grado di erogare 306 CV.

Tutte le motorizzazioni montano anche il dispositivo Start&Stop, che spegne automaticamente il motore in caso di fermata a un semaforo o in coda. In ogni caso, i motori, che derivano da quelli utilizzati nella precedente serie, sono stati affinati in modo da ridurre i consumi e le emissioni inquinanti.
Mentre la SLK 200 BlueEfficiency monta un cambio manuale a 6 marce, le altre due versioni montano un cambio automatico 7G-TRONIC a 7 rapporti.

#### Allestimenti e dotazioni

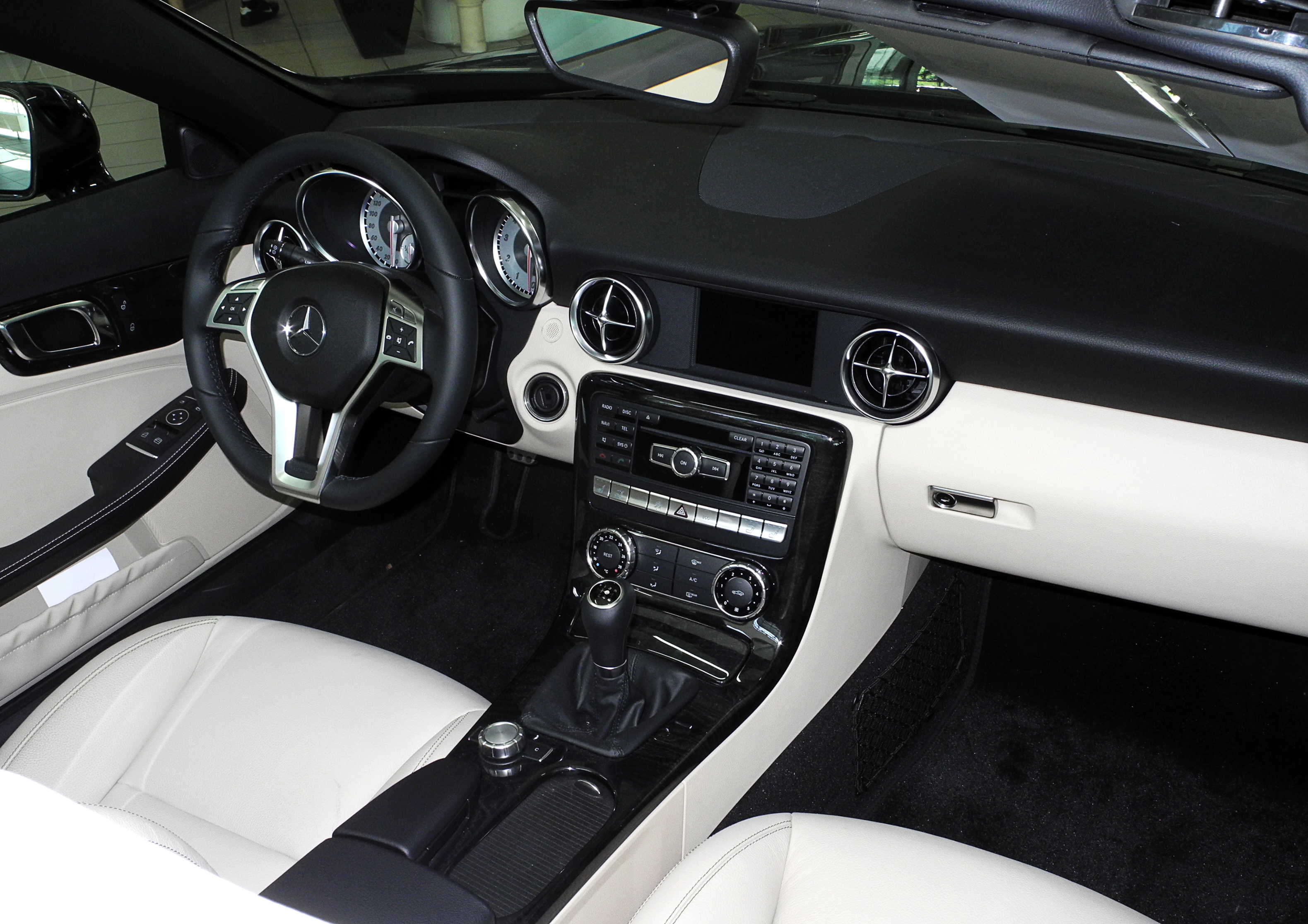
Gli interni di una SLK 200

Al suo debutto, la terza generazione della SLK è stata proposta in tre diversi livelli di allestimento, tutti molto completi:
- Sport: l'allestimento meno costoso offre già una ricca dotazione di serie, che comprende: ABS, ESP, cerchi in lega da 17 pollici, doppio airbag frontale a doppio stadio di attivazione, airbag laterali, airbag per la testa, ASR, luci diurne e luci posteriori a led, fari con sensore crepuscolare (accensione automatica all'imbrunire) dispositivo Attention Assist, cinture di sicurezza integrate nei sedili, cofano motore attivo, dispositivo Adaptive Brake, sensore pressione pneumatici, climatizzatore automatico, freno di stazionamento ad azionamento elettrico e a rilascio automatico, volante regolabile in altezza e profondità, alzacristalli elettrici, display multifunzione, retrovisori esterni riscaldabili e a regolazione elettrica, sistema hi-fi con lettore CD, display da 5"8, presa USB, interfaccia per telefono cellulare;
- Premium: livello intermedio comprendente quanto già visto nel livello Sport, e con in più: cerchi in lega da 18 pollici, assetto sportivo, frangivento, fari bi-xeno, dispositivo di regolazione automatica del fascio luminoso, lavafari, navigatore satellitare con funzione 3D, servosterzo parametrico a rapporto variabile;
- Edition 1: questo non è un vero e proprio livello di allestimento, bensì una edizione a tiratura limitata, introdotta al momento del debutto della R172. Tale edizione prevedeva di serie, quanto già visto nel livello Premium, più: telaio Dynamic Handling, interni in pelle bicolore con cuciture a vista, Airscarf, tetto panoramico e verniciatura esterna di color grigio.

Tra gli optional a richiesta comuni a tutta la gamma vanno ricordati: l'antifurto, le porte con apertura Keyless Go, gli interni in pelle, i sensori parcheggio, i sensori pioggia e il climatizzatore bizona. Gli accessori e i dispositivi previsti di serie per i livelli più alti possono essere ottenuti a richiesta nei livelli più bassi.

### Evoluzione
La commercializzazione viene avviata nel marzo del 2011, ma la vettura è ordinabile già dal mese precedente. Già all'inizio della sua carriera, come già detto, viene proposta un'edizione a tiratura limitata, denominata Edition 1.

#### I primi anni di carriera

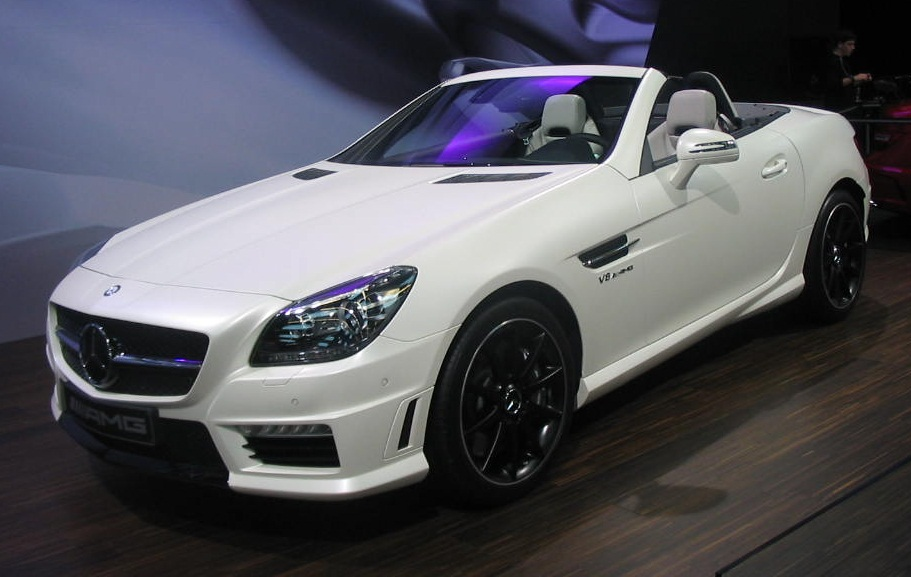
Una SLK 55 AMG, versione di punta della gamma fino alla fine del 2015

Tra la fine del 2011 e l'inizio del 2012 entra in listino una versione diesel, la SLK 250 CDI, motore turbo-diesel 4 cilindri in linea da 204 cavalli, con prestazioni analoghe alla versione 250 BlueEFFICIENCY. Si tratta della prima SLK equipaggiata con un motore a gasolio, e il suo motore è accoppiato al cambio automatico-sequenziale 7G-Tronic Plus, ma si prevede anche l'arrivo della versione con cambio manuale a 6 marce. Contemporaneamente avviene il lancio commerciale della nuova SLK55 AMG, equipaggiata con il V8 M152, un motore derivato direttamente dal precedente V8 M113, ma che integra soluzioni tecnologiche più moderne. Tale motore è in grado di erogare una potenza massima di 421 CV e può spingere la vettura fino a una velocità massima autolimitata a 250 km/h, ma con il pacchetto Performance è possibile raggiungere i 280 km/h. In entrambi i casi, lo scatto da 0 a 100 km/h viene coperto in 4"6.
Dopo tali aggiornamenti, per oltre tre anni non si ebbero novità di sorta: fu infatti solo nel maggio del 2015 che furono introdotte alcuni significativi aggiornamenti tecnici e di gamma. Innanzitutto, la SLK 200 ricevette un nuovo motore di pari potenza, ma con cilindrata cresciuta da 1.8 a 2 litri, il che permise di innalzarne il valore di coppia massima da 270 a 300 Nm. Inoltre la SLK 250 fu sostituita dalla SLK 300, equipaggiata con un motore 2 litri sovralimentato mediante turbocompressore e in grado di erogare una potenza massima di 245 CV. Tale nuova versione disponeva anche del nuovo cambio automatico a 9 rapporti. Quest'ultima novità tecnica entrò a far parte anche del corredo di serie della versione a gasolio, che per l'occasione mutò denominazione in SLK 250 d.

#### Restyling 2016: da SLK a SLC

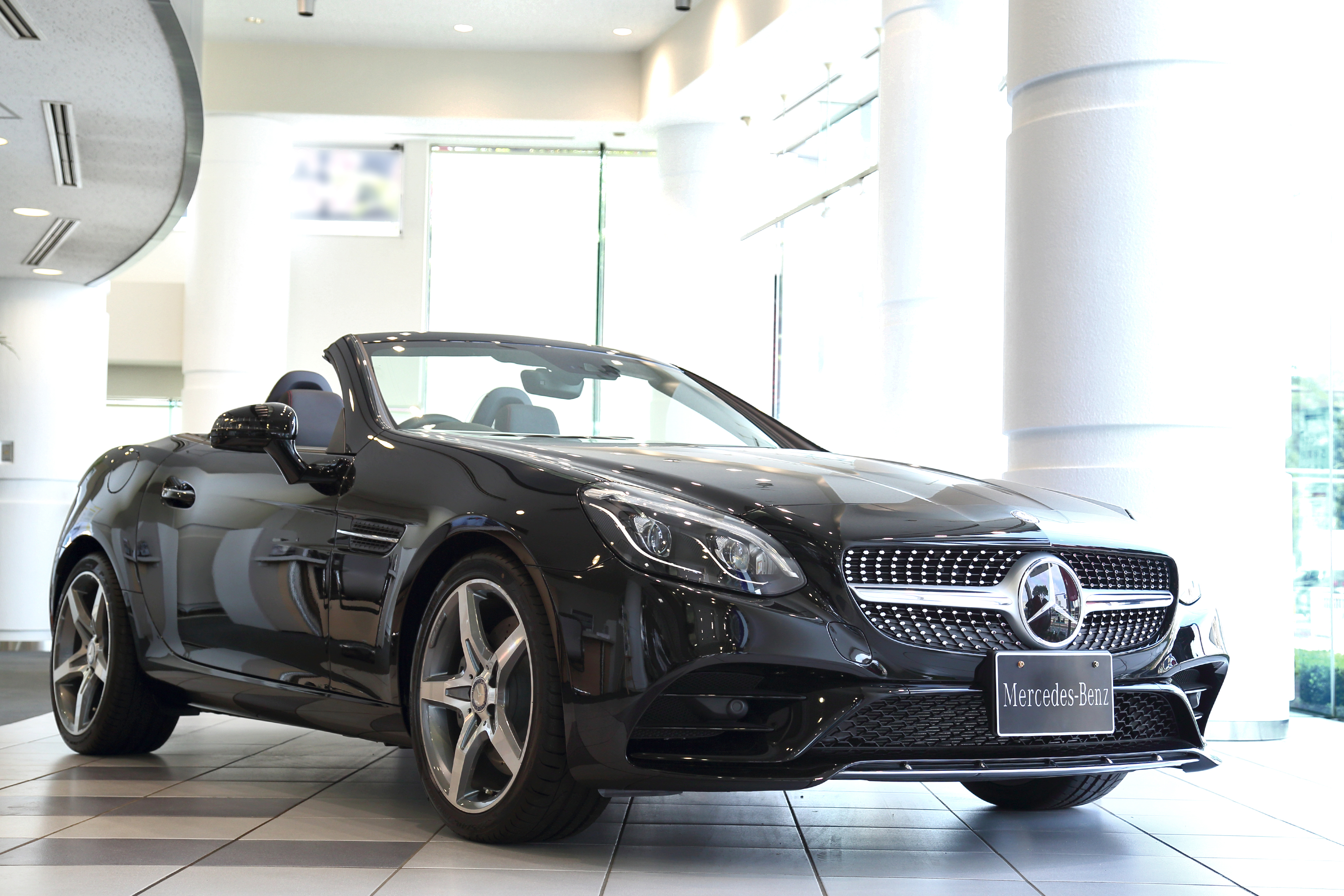
Mercedes-benz SLC

Nel gennaio 2016, la SLK viene sottoposta al rituale restyling di mezza età, un restyling che però non comporta solo aggiornamenti stilistici e tecnici, ma anche la mutazione della denominazione commerciale da SLK a SLC. Alla base di tale cambiamento di denominazione sta l'entrata in vigore di un nuovo criterio di denominazione dei modelli della gamma, che in ogni caso devono comprendere anche la lettera corrispondente alla berlina da cui traggono meccanicamente origine. Così, la sigla SLC sta a indicare che ci troviamo di fronte a una roadster (la sigla SL ormai da diversi decenni identifica le biposto scoperte Mercedes-Benz) realizzata a partire dalla base meccanica della Classe C, ossia in questo caso la W204. La sigla ricorda fra l'altro quella scelta dalla Casa tedesca nel corso degli anni '70 per indicare una coupé di lusso realizzata sulla base della roadster SL di quegli anni. Ma quella era una vettura completamente differente, in quanto si trattava dell'antesignana delle successive Classi S Coupé e CL. La SLC del 2016 differisce stilisticamente dalla SLK uscente innanzitutto per il nuovo paraurti anteriore, dal disegno più aggressivo, in quanto simula un'enorme "bocca" spalancata, anche se al suo interno sono pure presenti inserti in plastica che dividono comunque il paraurti in tre sezioni e che hanno la funzione di convogliare il flusso dell'aria verso il motore e verso i freni anteriori. Inoltre, i gruppi ottici sia anteriori che posteriori ricevono nuove luci diurne a led, mentre vengono leggermente ridisegnati i terminali di scarico. Internamente vengono utilizzati nuovi rivestimenti, mentre la console centrale viene ridisegnata in maniera più discreta, eccezion fatta per il nuovo schermo da 7 pollici e per il nuovo display da 4.5 pollici situato fra i due strumenti del cruscotto. Entrambi questi display sono stati significativamente ampliati.
Gli aggiornamenti più interessanti sono tuttavia quelli che riguardano la gamma motori: alla base della gamma si ha infatti l'arrivo della SLC 180, equipaggiata con un 1.6 turbo da 156 CV, mentre al vertice le versioni SLK 350 e SLK 55 AMG escono di listino. Al loro posto viene introdotta una variante intermedia, la SLC 43 AMG, che monta invece un motore 3 litri biturbo da 367 CV. Per quanto riguarda le altre versioni, si ha un semplice cambio di denominazione. Mentre la SLC 180 esce di serie con un cambio manuale a 6 marce, la SLC 43 AMG riceve il cambio automatico presente anche nella SLC 300.
Da quel momento la carriera della SLC si avviò lentamente verso la sua fine, anche se in realtà ci vorranno oltre quattro anni prima di farne cessare la produzione Nel frattempo la gamma cominciò a diradarsi con l'uscita di scena di alcune motorizzazioni come quella a gasolio, tolta di listino nel 2017, o come la versione di base, scomparsa invece nel 2019. Ormai il settore delle roadster stava perdendo mordente e sia questo modello che la ben più grande e lussuosa SL R231 stavano stentando vistosamente a raccogliere consensi. Per questo, per entrambe si decise di cessarne la produzione all'inizio del 2020 e in particolare la SLC ha smesso di essere prodotta fra il marzo e l'aprile dello stesso anno, in concomitanza con il lockdown conseguente alla pandemia di COVID-19. Al termine di questo blocco quasi totale, hanno avuto luogo le ultime consegne per la SLC. Nel mese di luglio essa è stata anche tolta dai listini. È stata l'ultima generazione delle roadster compatte Mercedes-Benz.

### Tabella riepilogativa
Di seguito vengono mostrate le versioni previste per la gamma R172. I prezzi riportati si riferiscono al livello di allestimento più basso e al momento del debutto nel mercato italiano.
| Mercedes-Benz R172 (dal 2011) |              |             |                |                |                |                       |                    |              |                     |                    |                      |                    |
| Modello                       | Sigla telaio | Motore      | Cilindrata cm³ | Potenza CV/rpm | Coppia Nm/rpm  | Cambio/ N°rapporti    | Massa a vuoto (kg) | Velocità max | Acceler. 0–100 km/h | Consumo (l/100 km) | Emissioni CO2 (g/km) | Anni di produzione |
| Versioni a benzina            |              |             |                |                |                |                       |                    |              |                     |                    |                      |                    |
| SLC 180                       | 172.431      | M274DE16LA  | 1595           | 156/5300       | 250/1200-4000  | Manuale 6 marce       | 1.360              | 226          | 7"9                 | 5,6                | 127                  | 01/2016-05/2019    |
| SLK 200 CGI                   | 172.448      | M271DE18LA  | 1796           | 184/5250       | 270/1800-4600  | Manuale 6 marce       | 1.360              | 240          | 7"3                 | 6,8                | 149                  | 03/2011-04/2015    |
| SLC 200                       | 172.434      | M274DE20AL  | 1991           | 184/5500       | 300/1200-4000  | Manuale 6 marce       | 1.380              | 240          | 7"                  | 6,5                | 154                  | 05/2015-03/2020    |
| SLK 250 CGI                   | 172.447      | M271DE18AL  | 1796           | 204/5500       | 310/2000-4300  | Automatico 7 rapporti | 1.425              | 243          | 6"6                 | 6,6                | 144                  | 03/2011-04/2015    |
| SLC 300                       | 172.438      | M274DE20AL  | 1991           | 245/5500       | 370/1300-4000  | Automatico 9 rapporti | 1.430              | 250          | 5"8                 | 6,3                | 144                  | 05/2015-03/2020    |
| SLK 350                       | 172.457      | M276DE35    | 3498           | 306/6500       | 370/3500       | Automatico 7 rapporti | 1.465              | 250          | 5"6                 | 7,1                | 167                  | 03/2011-12/2015    |
| SLC 43 AMG                    | 172.466      | M276DE30AL  | 2996           | 367/5500-6000  | 520/2000-4200  | Automatico 9 rapporti | 1.520              | 250          | 4"7                 | 7,9                | 178                  | 01/2016-05/2018    |
| SLC 43 AMG                    | 172.466      | M276DE30AL  | 2996           | 390/5500-6000  | 520/2500-5000  | Automatico 9 rapporti | 1.520              | 250          | 4"7                 | 8,2                | 186                  | 05/2018-03/2020    |
| SLK 55 AMG                    | 172.475      | M152DE55    | 5439           | 421/6800       | 540/4500       | Automatico 7 rapporti | 1.535              | 250          | 4"6                 | 8,5                | 195                  | 01/2012-04/2015    |
| SLK 55 AMG Performance        | 172.475      | M152DE55    | 5439           | 421/6800       | 540/4500       | Automatico 7 rapporti | 1.535              | 280          | 4"6                 | 8,5                | 195                  | 01/2012-04/2015    |
| Versioni a gasolio            |              |             |                |                |                |                       |                    |              |                     |                    |                      |                    |
| SLK 250 CDI                   | 172.403      | OM651DE22LA | 2143           | 204/4200       | 500/ 1600-1800 | Automatico 7 rapporti | 1.515              | 243          | 6"7                 | 5                  | 128                  | 01/2012-04/2015    |
| SLC 250 d                     | 172.404      | OM651DE22LA | 2143           | 204/4200       | 500/ 1600-1800 | Automatico 9 rapporti | 1.530              | 245          | 6"6                 | 4,7                | 123                  | 05/2015-04/2017    |